# Kahla
Kahla település Németországban, azon belül Türingiában. Lakosainak száma 6795 fő (2023. december 31.).

## Népesség
A település népességének változása:
| Lakosok száma | 6902 | 6822 | 6724 | 6806 | 6795 |
|               | 2017 | 2019 | 2021 | 2022 | 2023 |